# United States Deputy Secretary of the Treasury

Amtsflagge des Deputy Secretary of the Treasury

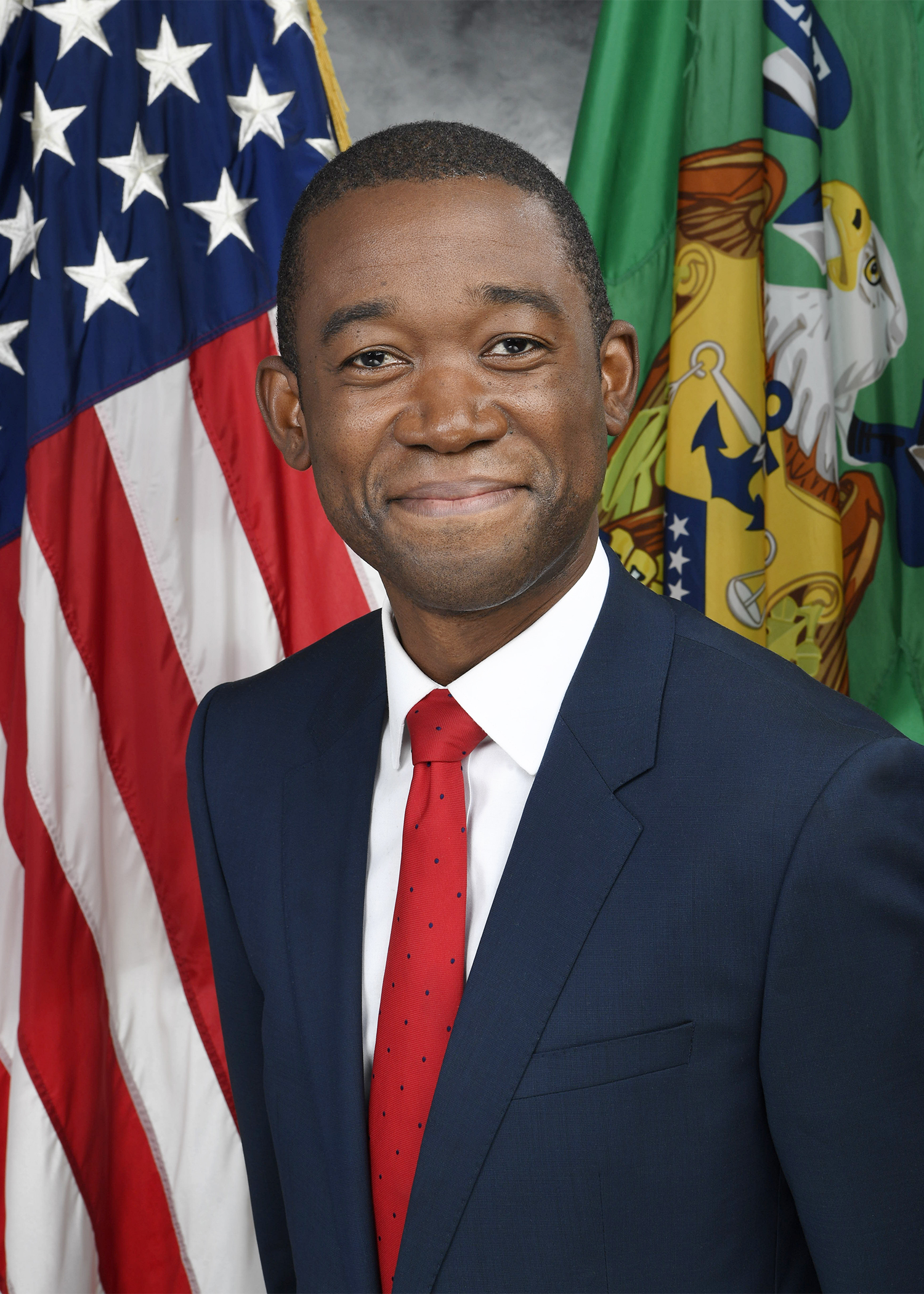
Wally Adeyemo, seit 26. März 2021 im Amt

Der United States Deputy Secretary of the Treasury (Stellvertretender Finanzminister der Vereinigten Staaten) ist der zweithöchste Posten im Finanzministerium der Vereinigten Staaten. Der Inhaber ist der Stellvertreter des jeweiligen Finanzministers.
Der Deputy Secretary berät und unterstützt den Finanzminister in der Leitung des Department of the Treasury und bei der Überwachung von dessen Aktivitäten. Er vertritt den Minister, falls dieser aus gesundheitlichen oder sonstigen Gründen sein Amt nicht ausüben kann. Der jeweilige Amtsinhaber spielt eine wichtige Rolle beim Verfassen und der Ausführung von politischen Maßnahmen und Programmen des Finanzministeriums. Er ist zudem der einzige Amtsträger neben dem Finanzminister, der eine Treasury Order herausgeben kann, ein Dokument, das üblicherweise nur ihm selbst oder dem Minister zustehende Kompetenzen an andere Mitarbeiter der Behörde übertragen kann.
Das Amt des Deputy Secretary, das 1981 unter Präsident Ronald Reagan eingerichtet wurde, folgte dem des Under Secretary of the Treasury, dem zuvor die Rolle des stellvertretenden Ministers zugefallen war. Dieses Amt übten unter anderem Dean Acheson, Oliver Max Gardner und Daniel W. Bell aus. Heute gibt es drei Under Secretaries, die jeweils für themenbezogene Abteilungen verantwortlich und dem Deputy Secretary unterstellt sind.
Nach der Übernahme der Präsidentschaft durch Donald Trump im Januar 2017 blieb das Amt zunächst längere Zeit vakant. Der im März 2017 nominierte Banker Jim Donovan verzichtete im Mai desselben Jahres auf die Ernennung. Bis Dezember 2018 wurde der Posten kommissarisch von Sigal Mandelker, der Under Secretary of the Treasury for Terrorism and Financial Intelligence, ausgeübt, ehe Justin Muzinich ihr hauptamtlich folgte. Unter Präsident Joe Biden soll Wally Adeyemo ab Januar 2021 der neue Deputy Secretary werden.

## Liste der Amtsinhaber
| #  | Bild | Name                | Amtszeit                             | Präsident      |
| -- | ---- | ------------------- | ------------------------------------ | -------------- |
| 1  |      | R. T. McNamar       | 20. Januar 1981 – 7. Oktober 1985    | Ronald Reagan  |
| 2  |      | Richard Darman      | 7. Oktober 1985 – 28. August 1987    | Ronald Reagan  |
| 3  |      | M. Peter McPherson  | 15. Oktober 1987 – 20. Januar 1989   | Ronald Reagan  |
| 4  |      | John E. Robson      | 20. Januar 1989 – 30. Dezember 1992  | George Bush    |
| 5  |      | Roger Altman        | 20. Januar 1993 – 2. April 1994      | Bill Clinton   |
| 6  |      | Frank N. Newman     | 3. April 1994 – 5. März 1995         | Bill Clinton   |
| 7  |      | Lawrence Summers    | 11. März 1995 – 8. August 1999       | Bill Clinton   |
| 8  |      | Stuart E. Eizenstat | 22. September 1999 – 20. Januar 2001 | Bill Clinton   |
| 9  |      | Kenneth W. Dam      | 20. Januar 2001 – 13. Juli 2004      | George W. Bush |
| 10 |      | Samuel Bodman       | August 2004 – 31. Januar 2005        | George W. Bush |
| 11 |      | Robert M. Kimmitt   | 16. August 2005 – 20. Januar 2009    | George W. Bush |
| 12 |      | Neal S. Wolin       | 18. Mai 2009 – 31. August 2013       | Barack Obama   |
| 13 |      | Sarah Bloom Raskin  | 19. März 2014 – 20. Januar 2017      | Barack Obama   |
| 14 |      | Justin Muzinich     | 12. Dezember 2018 – 20. Januar 2021  | Donald Trump   |
| 15 |      | Wally Adeyemo       | seit 26. März 2021                   | Joe Biden      |